# Cefixima
La  cefixima  (durante gli studi clinici conosciuta anche con la sigla FK 027) è una molecola dotata di attività antibatterica, un agente battericida, appartenente alla classe delle cefalosporine di terza generazione. In Italia il farmaco è venduto dalla società farmaceutica Menarini con il nome commerciale di Unixime, Supracef, Cefixoral nella forma farmaceutica di compresse e granulato per sospensione orale.

## Farmacodinamica
Cefixima è una cefalosporina per uso orale che si distingue per l'attività battericida ad ampio spettro e la particolare resistenza nei confronti della azione idrolitica delle beta-lattamasi. Il meccanismo d'azione battericida del farmaco è legato alla inibizione della sintesi della parete cellulare. In vitro cefixima è risultata attiva contro una ampia varietà di germi patogeni sia Gram-positivi sia Gram-negativi.

In particolare la molecola risulta particolarmente attiva nei confronti dei seguenti generi: Streptococcus (tranne che gli enterococchi), Branhamella, Klebsiella, Escherichia coli, Proteus, Providencia, Haemophilus, Neisseria, Pasteurella, Salmonella, Shigella, Citrobacter, Enterobacter, Serratia. 
Resistenti alla cefixima si sono invece dimostrate le specie di Pseudomonas, gli Stafilococchi, i Clostridi e Listeria monocytogenes e Bacteroides fragilis.

## Farmacocinetica
Cefixima dopo somministrazione orale viene ben assorbita dal tratto gastrointestinale e si distribuisce nei tessuti corporei. La concentrazione plasmatica massima si ottiene a distanza di 3 o 4 ore dalla assunzione.

La biodisponibilità assoluta di cefixima è di circa il 50% e non è modificata dalla contemporanea assunzione di cibo (la quale però ritarda il tempo necessario per raggiungere il picco di concentrazione di circa 1 ora). Il volume apparente di distribuzione è intorno a 17 litri. Il legame con le proteine plasmatiche, principalmente con l'albumina, è di circa il 70%.

L'emivita di cefixima è intorno alle 3 e 4 ore. L'eliminazione avviene per via renale (nella percentuale massima del 25%), in forma immodificata, e per via biliare. Nei soggetti con insufficienza renale grave (clearance della creatinina <20 mL/min.) l'aumento dell'emivita e delle concentrazioni sieriche giustificano una riduzione del dosaggio, generalmente il 50% della dose standard.
Negli studi clinici sull'uomo e sull'animale non sono stati evidenziati metaboliti sierici o urinari.

## Usi clinici
Cefixima è utilizzata nel trattamento di processi infettivi sostenuti da batteri sensibili, in particolare nel caso di infezioni delle alte vie respiratorie (faringiti, e tonsilliti), infezioni di tipo otorino-laringoiatrico (otite media, sinusiti,), infezioni delle basse vie respiratorie (bronchiti e polmoniti), infezioni del rene e delle vie urinarie. Il farmaco è stato inoltre ampiamente utilizzato nel trattamento della gonorrea non complicata, eventualmente in combinazione con azitromicina.

## Tossicità
Il valore di DL50 dopo somministrazione orale è superiore a 10 g/kg nel topo, nel ratto e nel coniglio.

## Effetti collaterali e indesiderati
In corso di trattamento possono verificarsi alcune reazioni avverse tra cui, in particolare, glossite, nausea e vomito, bruciore di stomaco, epigastralgia, dolore addominale e diarrea. In alcuni soggetti possono manifestarsi reazioni di tipo allergico come prurito, orticaria o rash cutaneo, oppure altri disturbi aspecifici come cefalea, anoressia, vertigini e insonnia.

Meno frequentemente è stato descritto un incremento, in genere transitorio, della fosfatasi alcalina, delle transaminasi sieriche (ALT e AST), della bilirubina totale, nonché neutropenia, granulocitopenia, trombocitopenia ed eosinofilia. Raramente si sono verificati casi di anemia emolitica.

## Controindicazioni
Cefixima è controindicata nei soggetti con ipersensibilità nota al principio attivo o a qualunque eccipiente della forma farmaceutica.
Il farmaco non deve essere somministrato in quei pazienti che riferiscono ipersensibilità a cefalosporine e penicilline: le due classi antibiotiche hanno infatti spesso evidenziato ipersensibilità crociata. Per tale motivo, prima di iniziare il trattamento con cefixima è bene effettuare una accurata anamnesi allergica del paziente. In caso di effettiva necessità, cefixima e le cefalosporine in genere possono essere somministrate con cautela a soggetti con accertata allergia verso le penicilline, preparandosi ad affrontare una eventuale reazione da ipersensibilità.

## Gravidanza e allattamento
Negli studi clinici sperimentali eseguiti sugli animali cefixima si è dimostrata priva di effetti teratogeni, né sono stati registrati effetti nocivi sullo sviluppo dell'embrione o del feto.

Tuttavia nelle donne gravide è preferibile, in via cautelativa, evitare di somministrare la cefalosporina nel primo trimestre di gravidanza.  Nel secondo e terzo trimestre di gravidanza cefixima va somministrato unicamente nei casi di effettiva necessità, dopo attenta valutazione del rapporto fra benefici clinici e rischi potenziali per il feto, e comunque sempre sotto stretto e diretto controllo del medico curante.
In letteratura esistono solo esigui studi clinici attestanti l'eventuale escrezione del farmaco nel latte materno.

## Sovradosaggio
Cefixima è stato sperimentato in volontari sani fino a un dosaggio di 2 grammi al giorno, 5 volte la dose raccomandata, evidenziando lo stesso profilo di tollerabilità osservabile nei soggetti trattati con i dosaggi terapeutici standard. Tuttavia, in caso di sovradosaggio accidentale o volontario, è utile considerare la possibilità di ricorrere a una lavanda gastrica al fine di allontanare la sostanza dall'organismo. Il trattamento successivo prevede le normali misure di supporto. Non esiste un antidoto specifico. Cefixima non può essere eliminata dal circolo in quantità significative ricorrendo alla dialisi.

## Avvertenze
Uso prolungato: la somministrazione prolungata di cefixime, come di altri antibiotici, può provocare fenomeni di resistenza e squilibri (disbiosi) nel microbiota umano. In particolare è possibile che si verifichi una alterazione della normale flora batterica del colon che si traduce in una selezione ed è seguita da un eccessivo sviluppo di clostridi responsabili della colite pseudomembranosa. La colite pseudomembranosa (una lesione di tipo necrotico della mucosa intestinale che, nei casi più gravi, può interessare il tratto compreso fra stomaco e retto) si presenta con diarrea intensa e prolungata, feci quasi acquose con odore caratteristico, febbre, vomito, tachicardia, ipotensione, disidratazione e shock. I casi lievi di colite pseudomembranosa possono regredire con la semplice sospensione del trattamento. Tuttavia se la colite non regredisce prontamente con la sospensione del farmaco diviene necessario ricorrere alla somministrare di vancomicina per os, antibiotico di scelta per questo tipo di patologia. Contestualmente devono essere immediatamente somministrate le misure di supporto standard per il trattamento della diarrea acuta, ovvero una adeguata idratazione e la somministrazione di elettroliti. Il paziente deve essere attentamente monitorato sia attraverso l'esecuzione di esami ematochimici sia di elettrocardiogrammi seriati. La somministrazione di farmaci che rallentano la peristalsi intestinale non è indicata.
Infezioni delle alte vie respiratorie: nelle infezioni delle alte vie respiratorie (faringiti, tonsilliti, sinusiti) il cefixime dovrebbe essere somministrato solo se la terapia con altri antibiotici presenta un elevato rischio di resistenza.
Gonorrea uretrale: spesso la gonorrea, infezione causata dal gonococco Neisseria gonorrhoeae, si associa a infezioni in sede uretrale sostenute da altri patogeni fra cui la Chlamydia trachomatis. In caso di gonorrea uretrale, prima di somministrare cefixime, è importante effettuare la ricerca del o dei patogeni responsabili, perché il cefixime è attivo verso Neisseria gonorrhoeae ma scarsamente attivo verso Clamydia trachomatis. Se il test per la Clamydia è positivo, il cefixime deve essere associato a tetracicline o altri antibiotici attivi verso Clamydia.